# Pro hac vice

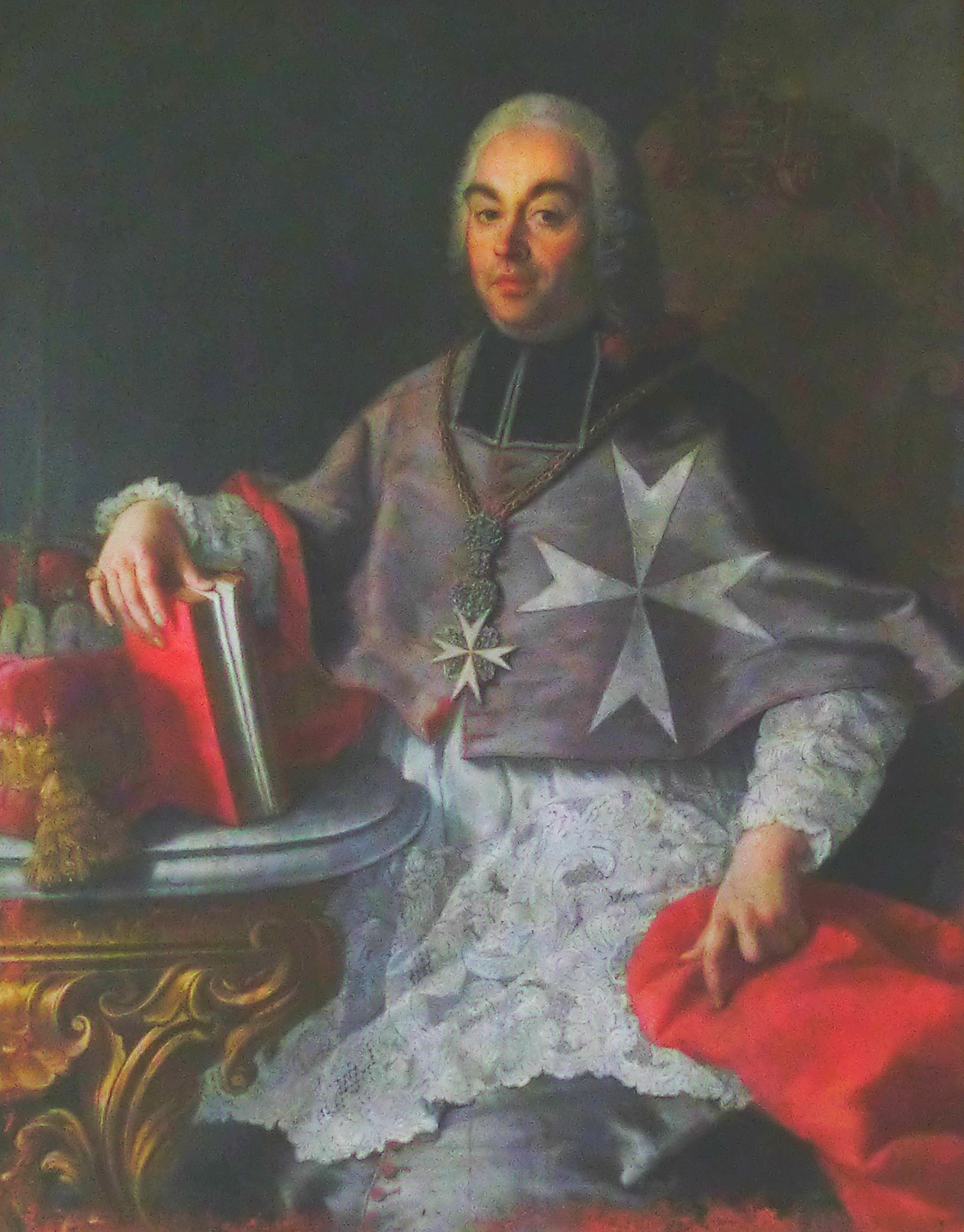
Mořic Adolf Saský, titulární arcibiskup farsalský. Titulární biskupství ve Farsale bylo při jeho jmenování 8. února 1730 pro hac vice povýšeno na arcibiskupství.

Pro hac vice (česky pro tentokrát) je latinský právní pojem, užívaný zejména v angloamerickém právu a katolickou církví.

## Aplikace v angloamerickém právu
V rámci angloamerického právního systému může advokát, který není oprávněn vykonávat úkony v rámci určité jurisdikce (např. státu USA), být pro hac vice ustanoven k vykonání určitého specifikovaného úkonu (či sérii úkonů) v dané jurisdikci. Oprávnění vydané pro hac vice je jednorázového charakteru. Kontinentální evropské právo takové ustanovení advokátů nezná.

## Církevní užití
Katolická církev do roku 1988 poměrně často používala povýšení pro hac vice, spočívající v dočasném povýšení titulární diecéze na arcidiecézi pro konkrétního hierarchu. Pokud takový arcibiskup zemře, nebo jinak pozbude titulu, nástupce v úřadu tuto výsadu mít nebude (nebude-li mu též udělena). Po roce 1988 je častější jmenování osobním arcibiskupem, kdy je titul nositele povýšen, avšak nikoli dané biskupství. Povýšení pro hac vice však může být uděleno, ačkoli se tak děje v omezenější míře.
Povýšení pro hac vice se nejčastěji používá v rámci kolegia kardinálů. Pokud je např. kardinál-jáhen povýšen na kardinála-kněze, zůstává mu jeho stávající titul kardinála (jáhna), avšak je pro hac vice postaven naroveň s ostatními tituly kardinálů-kněží.